# Haukur Pálsson
Haukur Helgi Pálsson (Reykjavík, 18 maggio 1992) è un cestista islandese.

## Carriera
Con l'Islanda ha disputato due edizioni dei Campionati europei (2015, 2017).

## Palmarès
- Liga catalana: 1

Andorra: 2020